# Torreblanca

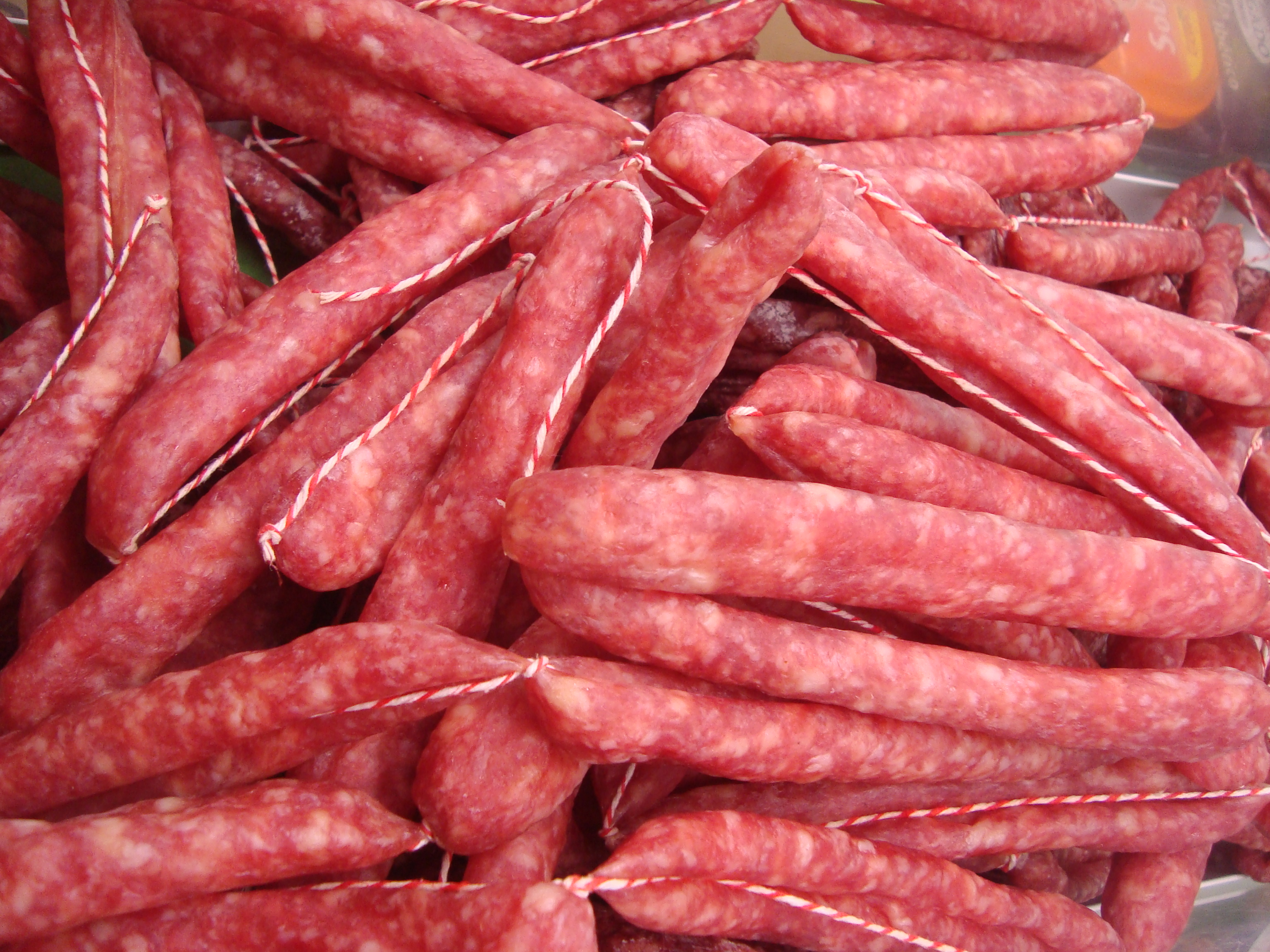
Llonganissa seca (Torreblanca)

Torreblanca é um município da Espanha na província de Castelló, Comunidade Valenciana. Tem 29,8 km² de área e em 2021 tinha 5 606 habitantes (densidade: 188,1 hab./km²).

## Demografia

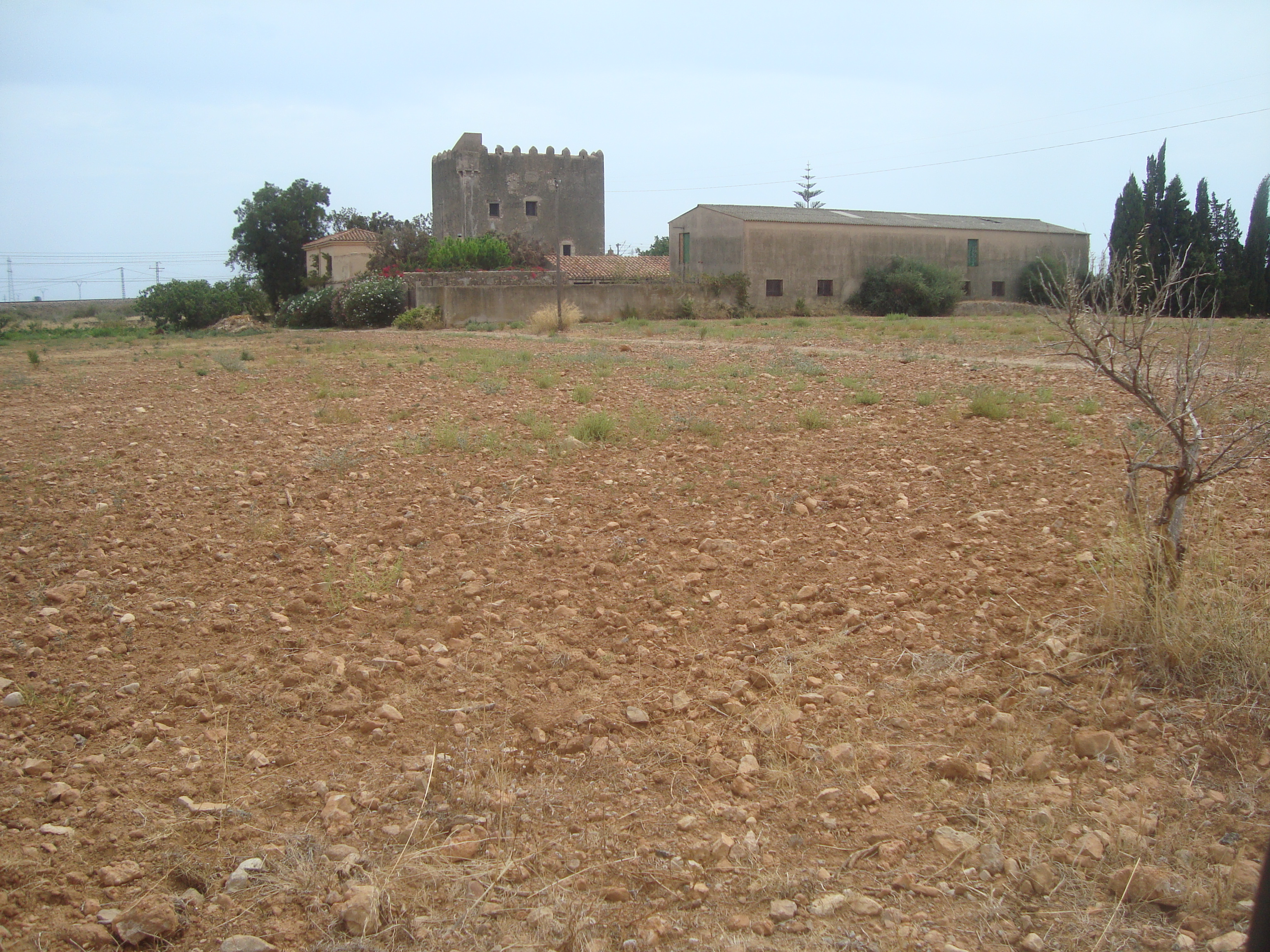
Torre del Marqués (Torreblanca)

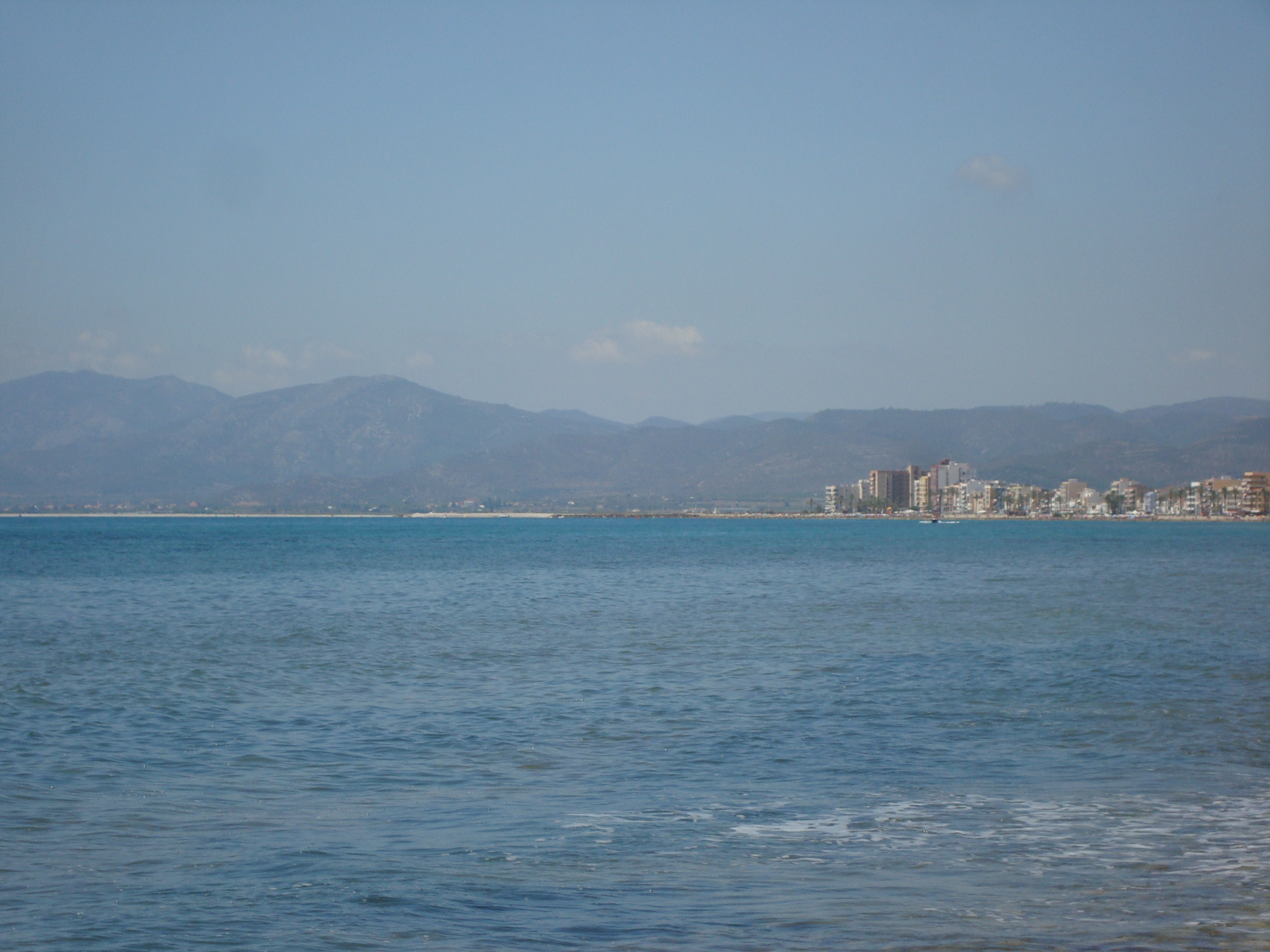
Costa de Torreblanca

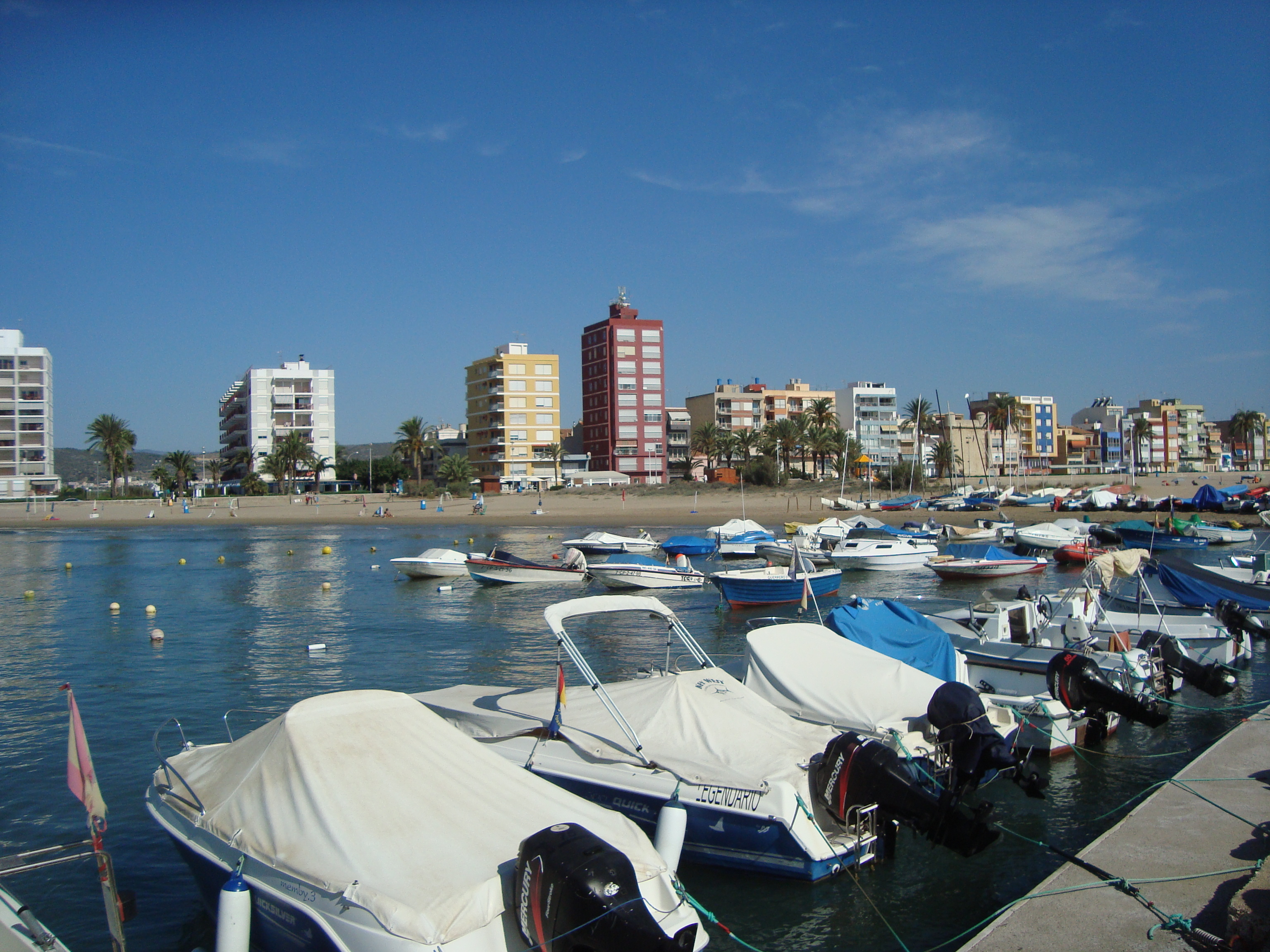
Club Naútico Torrenostra (Torreblanca)

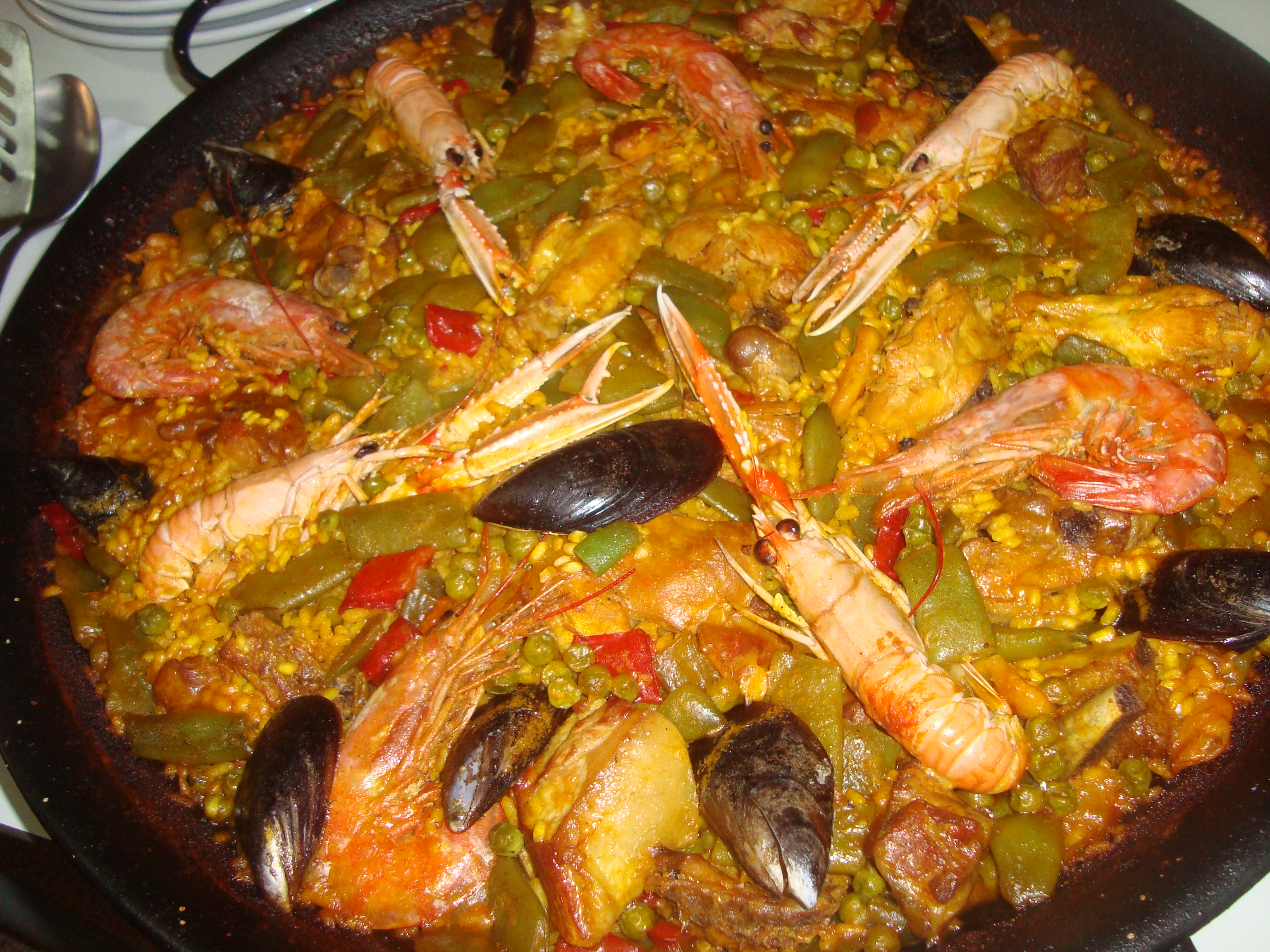
Paella Valenciana, gastronomía de Torreblanca

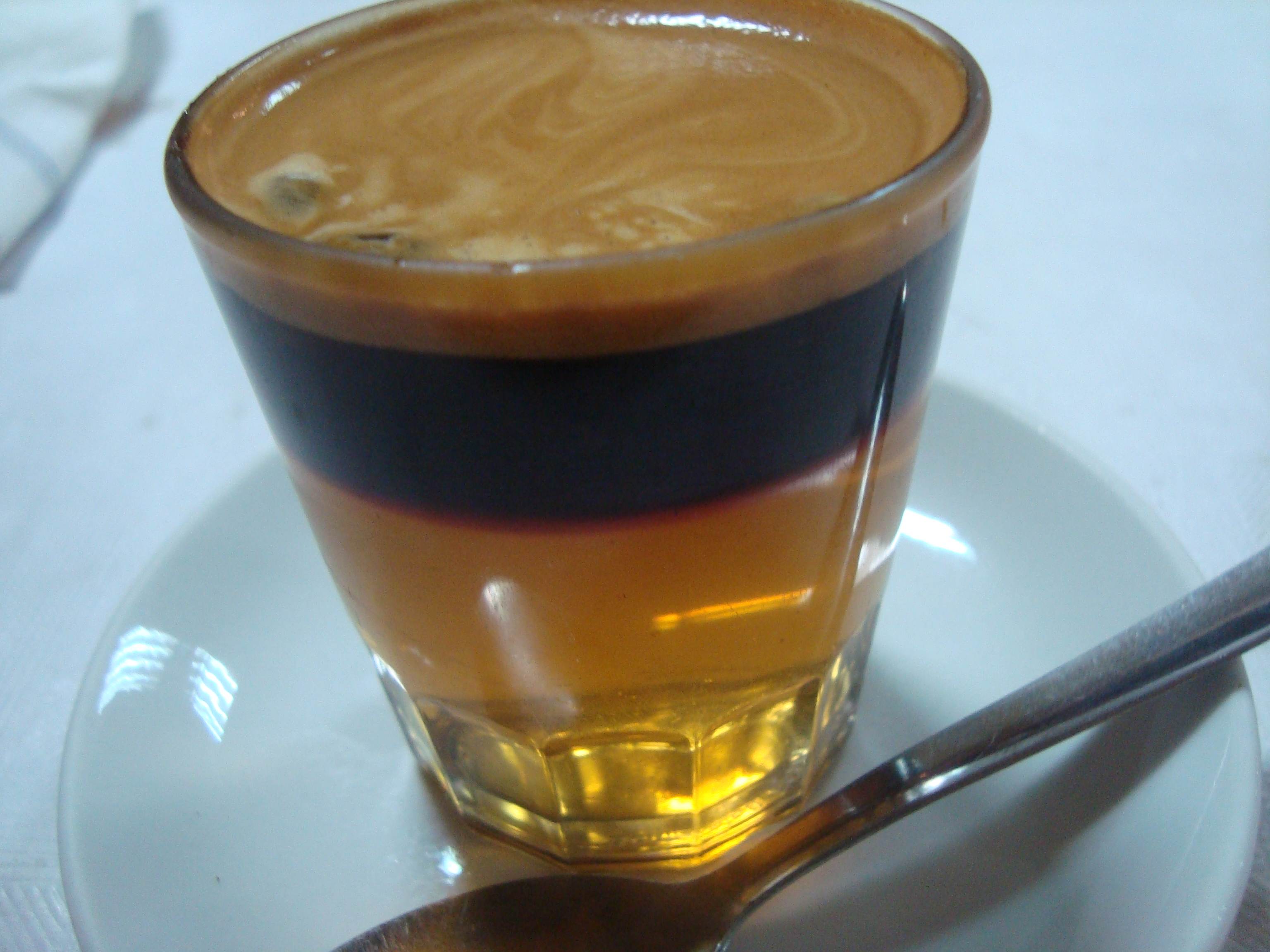
Carajillo cremat (Torreblanca)

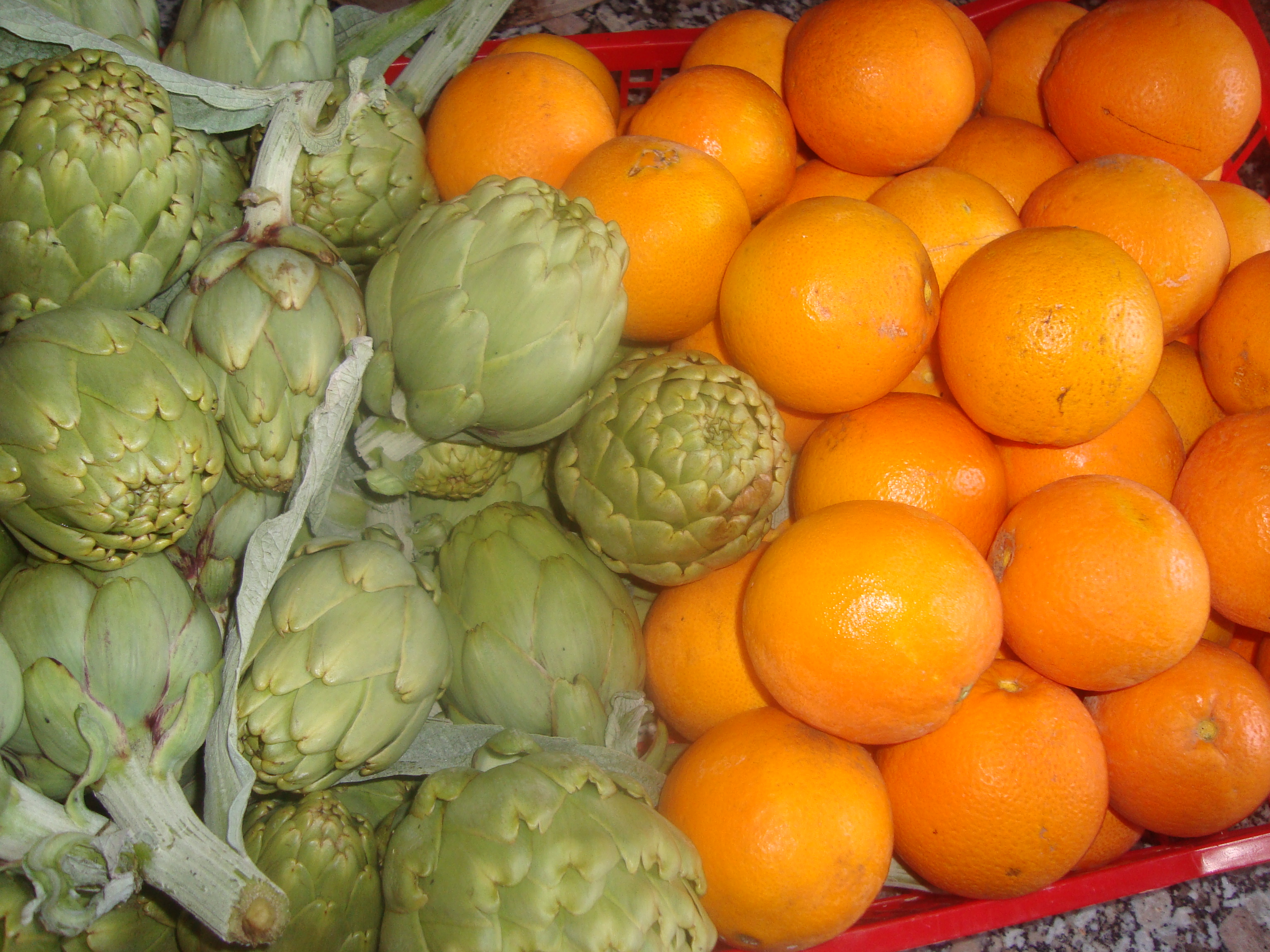
Alcachofras e laranjas de Torreblanca (Castellón)

| Variação demográfica do município entre 1991 e 2004 | Variação demográfica do município entre 1991 e 2004 | Variação demográfica do município entre 1991 e 2004 | Variação demográfica do município entre 1991 e 2004 |
| --------------------------------------------------- | --------------------------------------------------- | --------------------------------------------------- | --------------------------------------------------- |
| 1991                                                | 1996                                                | 2001                                                | 2004                                                |
| 4613                                                | 4583                                                | 4790                                                | 5430                                                |